# فتح الله البيلوني
فتح الله البيلوني هو  فتح الله بن محمود بن محمد بن الحسن العمري الأنصاري البيلوني والبيلوني بفتح الباء الموحدة ثم مثناة تحتية ولام وواو ونون نسبة للبيلون وهو نوع من الطين يستعمل في الحمام (الاغتسال) وأهل مصر تسميه طفلا قال الخفاجي وكلاهما لغة عامية لا أعرف أصلها كذا ذكر وفي الصحاح الطفل بالفتح الناعم يقال جارية طفلة أي ناعمة ولعله سمى به هذا النوع من الطين لنعومته لأنه كالصابون تغسل به الأبدان سيما في الحمام.

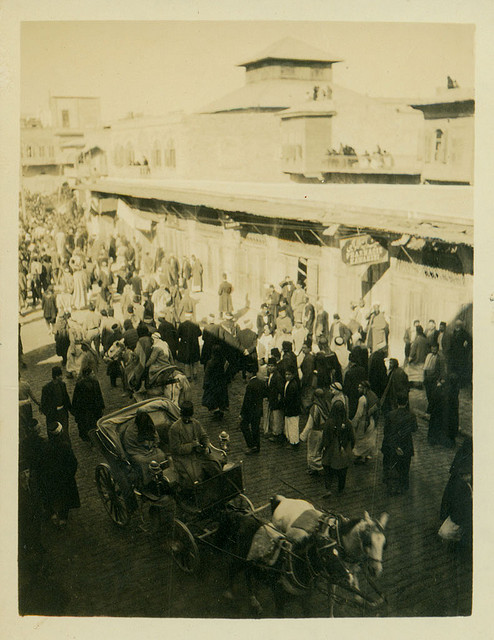
مدينة حلب

## سيرته
أديب، شاعر، عارف بالتفسير، من أهل حلب مولدا ووفاة، كان عالما ومفتيا تولى إفتاء الشافعية بالقدس وهو من المكثرين في الرحل دخل بلاداً كثيرة منها مكة والمدينة والقدس ودمشق وطرابلس وبلاد الروم 

## مؤلفاته
- منتقى ملخص رحلة ابن بطوطة
- حاشية على أنوار التنزيل للبيضاوي
- خلاصة ما تحصل عليه الساعون في أدوية دفع الوباء والطاعون
- الفتح المسوي في شرح عقيدة علوان الحموي

## أشعاره
قصيدته اللامية التي مطلعها:
```
غير وفاء الحسان يحتمل ... وفي سوى الصبر يحسن الأمل
فخل ما القلب فيه مطرب ... لبعده والمزاج منفعل
وعدّ عن نظرة رميت بها ... فغير جرح اللحاظ يندمل
سمعت بالوصل ثم همت به ... أكل صب قبل الهوى غفل
دنوت من منهل على ظمأ ... ودونه البيض دونها الأسل
فمن زلال الوصال خذ بدلا ... فما لمثلي إذا قضى بدل
هم الظباء الذين إن بعدوا ... قتلت شوقاً وإن دنوا قتلوا
السالبون البقاء إن رحموا ... السافكون الدماء إن عدلوا
لاهون لا يستخفهم حزن ... عليك مستحسنون ما فعلوا
ولا لقتلى لحاظهم عدد ... ولا لا طراف بيضها فلل
هم حرمونا الخدود نلثمها ... وكل وقت يمسها الخجل
وحرموا العطف قسوة وهم ... الغصون والغصن شأنه الميل
أولوا الثنايا البرد سلسلها ... والمقل المنتمى لها النجل
من فرق السحر فيهم اجتمعت ... أسماء منها الرضاب والكحل
من جعلوا الورد يستظل به ... الطلع وأعلاه نرجس خضل
هي الأماني المبيد موردها ... ورب ورد من دونها الأجل
ولي فؤاد أطاع ناظره ... كلاهما بالمشيب مشتعل
فالطرف فيما عناه متهم ... وذا بما لا يعنيه مشتغل
وذبت عشقا لم أدر أم سقما ... بل في ما أعظمى له سبل
لكل عضو إذا وضعت يدي ... يصدها من صبابتي شعل
أودّ آها وليس تنفعني ... وكتمها فوق علتي علل
لا الرشد عندي ولا الفؤاد ولا ... العقل ولا الصبر لي ولا الحلول
أنا الذي في الأنام حيره الحب ... فما الاهتداء ما الحيل
فمن لطرفي أومن لقلبي في ... الحب وذا هائم وذائمل
خلقت صبا كأنما خلقت ... له العيون الفواتك النحل
يودع أحشاه من كنائنها ... ودائعاً ما اهتدى لها ثقل
كمكرمات الأستاذ تودعه ... الجود ولا يتهدي لها البخل
```

## وفاته
توفي في القرن الحادي عشر هجري سنة 1042 / الموافق 1632 ميلادي  بعد أن تجاوز الستين من عمره